# 17184 Carlrogers
17184 Carlrogers (1999 VL22) là một tiểu hành tinh vành đai chính được phát hiện ngày 13 tháng 11 năm 1999 bởi C. W. Juels ở Fountain Hills.